# Parlamentsvalet i Indien 1999
Parlamentsvalet i Indien 1999 var ett  allmänt val i Indien mellan den 5 september och den 3 oktober 1999 för att utse den trettonde Lok Sabhan, landets direktvalda underhus. 
Valet 1999, som hölls just efter Kargilkrigets slut, markerade slutet på en period av politisk instabilitet. Nu lyckades en valallians, National Democratic Alliance, skaffa egen majoritet i parlamentet, och den nya regeringen under Atal Bihari Vajpayee blev den första sedan Indiens självständighet att sitta en hel mandatperiod ut.

## Mandatfördelning
Först listas partier erkända som National Parties, sedan partier erkända som State Parties och sist icke erkända partier som vunnit mandat. Icke erkända partier som inte vunnit något mandat listas inte.
Lok Sabha hade 1999 545 ledamöter. Valdeltagandet var 59,7 procent. 
| Parti                                                                    | Förkortning | Andel röster | Mandat |
| ------------------------------------------------------------------------ | ----------- | ------------ | ------ |
| Kongresspartiet (center)                                                 | INC         | 28,3         | 112    |
| Bharatiya Janata Party (hindunationalistiskt)                            | BJP         | 23,7         | 182    |
| Communist Party of India-Marxist                                         | CPI-M       | 5,4          | 32     |
| Bahujan Samaj Party (Dalitparti)                                         | BSP         | 4,2          | 14     |
| Samajwadi Party (Socialistiskt)                                          | SP          | 3,8          | 26     |
| Telugu Desam (Regionalt för Andhra Pradesh)                              | TDP         | 3,6          | 29     |
| Janata Dal (United) (socialdemokratiskt)                                 | JD (U)      | 3,1          | 20     |
| Rashtriya Janata Dal                                                     | RJD         | 2,7          | 7      |
| All India Trinamool Congress (Regionalt för Västbengalen)                | AITC        | 2,6          | 8      |
| Nationalist Congress Party (Utbrytare från INC på grund av Sonia Gandhi) | NCP         | 2,3          | 7      |
| All-India Anna Diravida Munnetra Kazhagam (Etniskt parti för tamiler)    | AIADMK      | 1,9          | 10     |
| Dravida Munnetra Kazhagam (Etniskt parti för tamiler)                    | DMK         | 1,7          | 12     |
| Shiva Sena (radikalt hindunationalistiskt)                               | SHS         | 1,6          | 15     |
| Communist Party of India                                                 | CPI         | 1,5          | 4      |
| Biju Janta Dal (Regionalt parti för Orissa)                              | BJD         | 1,2          | 10     |
| Janata Dal (Secular)                                                     | JD (S)      | 0,9          | 1      |
| Shiromani Akali Dal (Religiöst Sikhparti)                                | SAD         | 0,7          | 2      |
| Pattali Makkal Katchi                                                    | PMK         | 0,6          | 5      |
| India National Lok Dal                                                   | INLD        | 0,5          | 5      |
| Marumalarchi Dravida Munnetra Kazhhagam (Etniskt parti för tamiler)      | MDMK        | 0,4          | 4      |
| Revolutionary Socialist Party (kommunistiskt)                            | RSP         | 0,4          | 3      |
| Rashtriya Lok Dal                                                        | RLD         | 0,4          | 2      |
| All India Forward Bloc (kommunistiskt)                                   | FBL         | 0,3          | 2      |
| Communist Party of India (Marxist-Leninist Liberation)                   | CPI (ML)(L) | 0,3          | 1      |
| Muslim League of Kerala (Regionalt-religiöst parti i Kerala)             | MLK         | 0,2          | 2      |
| Akhil Bharatiya Lok Tantrik Congress                                     | ALBTC       | 0,2          | 2      |
| Bharipa Bahujan Mahasangha                                               | BBM         | 0,2          | 1      |
| Jammu & Kashmir National Conference (Regionalt för Kashmir)              | JKNC        | 0,1          | 4      |
| All-India Majlis-e-Ittehadul Muslimen (Religiöst islamistiskt parti)     | AIMIM       | 0,1          | 1      |
| M.G.R. Anna D.M. Kazhagam                                                | MADMK       | 0,1          | 1      |
| Kerala Congress (Regionalt för Kerala)                                   | KEC         | 0,1          | 1      |
| Kerala Congress (Mani)                                                   | KEC (M)     | 0,1          | 1      |
| Simranjit Singh Mann                                                     | SAD         | 0,1          | 1      |
| Samajwadi Janata Party (Rashtriya) (Socialistiskt)                       | SJP (R)     | 0,1          | 1      |
| Peasants' and Workers' Party of India (Socialistiskt)                    | PWPI        | 0,1          | 1      |
| Himachal Vikas Congress (Regionalt för Himachal Pradesh)                 | HVC         | 0,1          | 1      |
| Manipur State Congress Party (Regionalt för Manipur)                     | MSCP        | 0,1          | 1      |
| Sikkim Democratic Front (Regionalt för Sikkim)                           | SDF         | 0,0          | 1      |
| Partilösa                                                                | -           | -            | 5      |
| Utsedda av presidenten för den angloindiska minoriteten                  | -           | -            | 2      |
| Vakanta mandat                                                           | -           | -            | 5      |
| Oredovisat mandat                                                        | -           | -            | 1      |
|                                                                          |             |              | 545    |